# August Förster (entreprise)
August Förster GmbH est une fabrique de pianos allemande basée à Löbau.

## Histoire

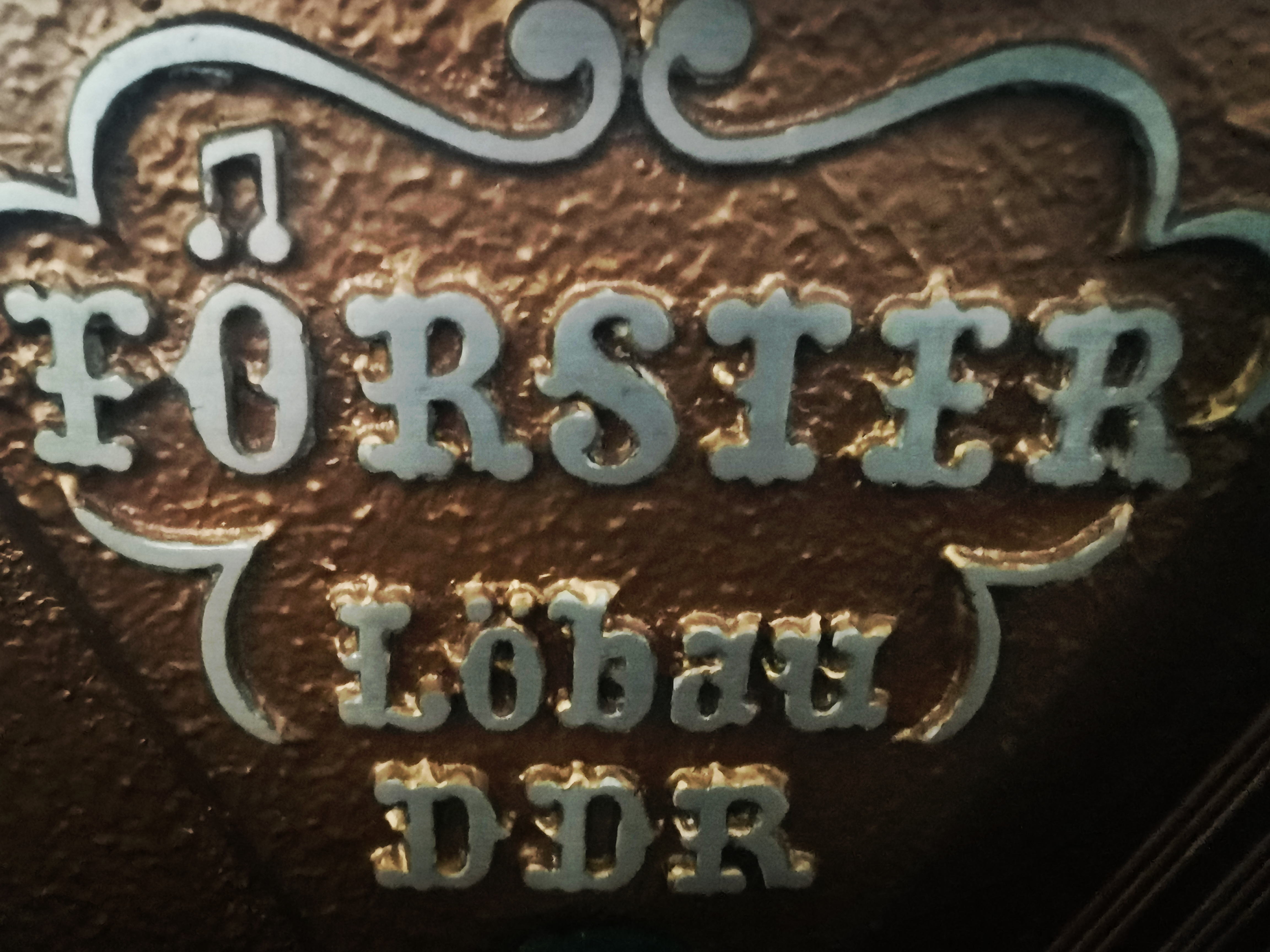
Lettrage d'August Förster (années 1960)

L'entreprise est fondée par le facteur de pianos et menuisier saxon Friedrich August Förster (de) (1829-1897) à Löbau le 1er avril 1859. Après sa mort, son fils Caesar Förster reprend la direction. En 1900, il fonde une succursale à Georgswalde (Bohême). Cette dernière est expropriée et nationalisée par le gouvernement tchécoslovaque après la fin de la Seconde Guerre mondiale en 1945. Pendant le régime communiste, la société tchèque de fabrication de pianos Petrof continue à produire des pianos dans cette usine sous la marque August Förster. Pendant la RDA en 1972, l'usine de Löbau devient une partie de l'entreprise publique VEB Flügel- und Pianobau Löbau. L'entreprise traditionnelle appartient à nouveau à la famille Förster depuis 1991 et est dirigée par Annekatrin Förster depuis 2008.

## Instruments

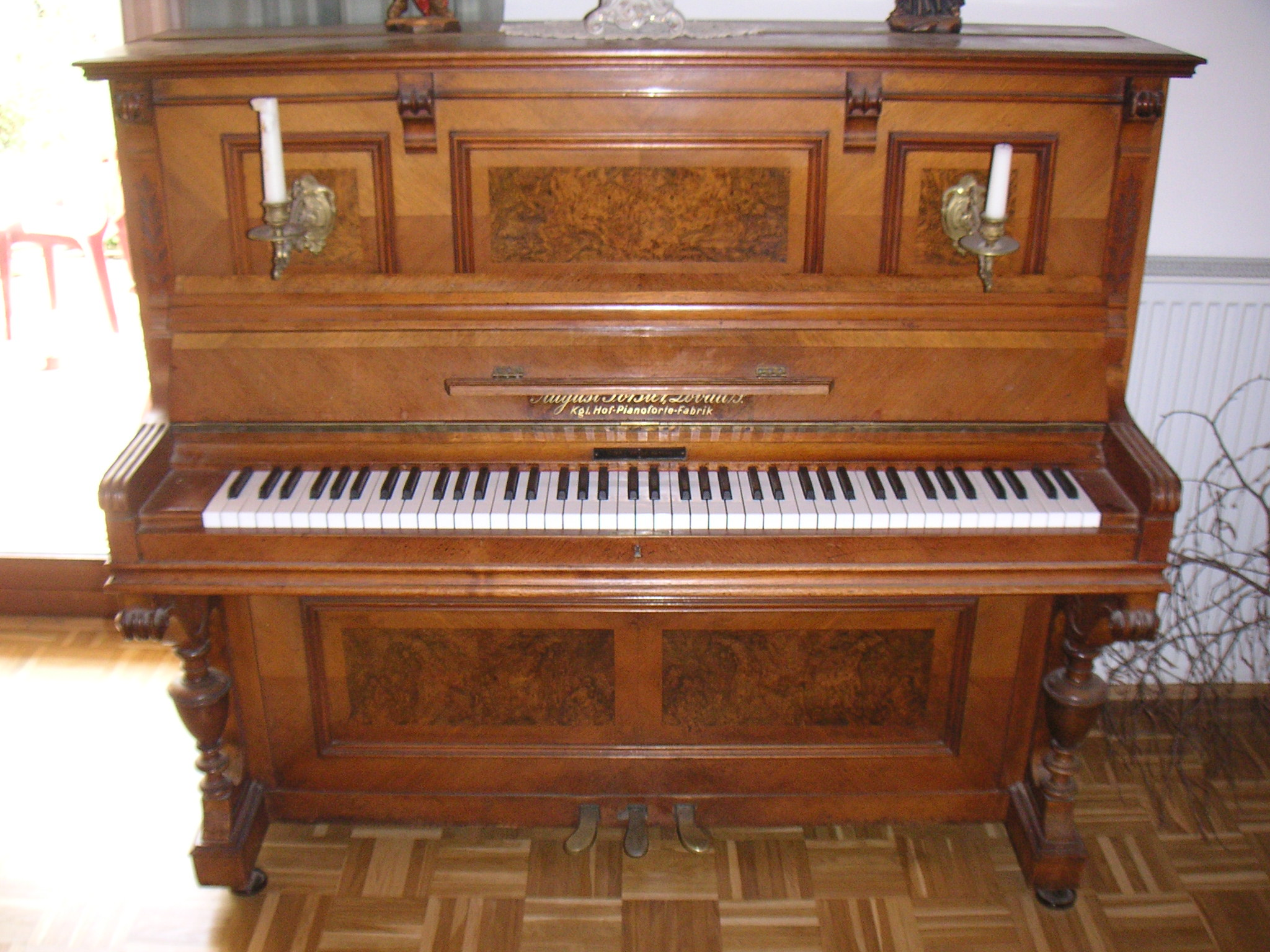
Piano par August Förster, Kgl. Fabrique de pianos de la cour royale

Environ 260 instruments sont fabriqués à la main par 40 employés chaque année. Le portefeuille se compose (à partir de 2016) de pianos de trois hauteurs différentes : 116 cm, 125 cm et 134 cm, ainsi que de pianos à queue de quatre longueurs différentes : 170 cm, 190 cm, 215 cm et 275 cm. Les tables d'harmonie Förster sont aujourd'hui fabriquées en épicéa rouge (Picea abies), qui provient de la vallée de Fiemme du Tyrol du Sud - où le luthier Antonio Stradivari se fournissait déjà en bois de résonance.

## Constructions spéciales
Parmi les instruments historiques intéressants, on trouve un électrochord des années 1920 et 1930, plusieurs étapes de l'évolution des pianos de concert à quarts de tons ainsi qu'un piano à quarts de tons.